# کهربایی (رنگ)
رنگ کهربایی یا عنبری هر رنگی که درخشندگی کهربا را داشته باشد که در سنگ عنبر یا کهربا دیده می‌شود. ریشه کلمه انگلیسی amber لغت عنبر در زبان عربی است که برای همین کاربرد استفاده می‌شود.